# 1992年电子游戏界

## 事件
- 《街頭霸王II》赢得金摇杆奖年度最佳游戏（英语：List of Game of the Year awards）以及最后一个Electronic Gaming Awards（英语：Electronic Games）。

### 知名发行
- 1月1日 &ndash；西木工作室发行了《沙丘II》，开创了现代即时战略游戏的模式。
- 1月15日；《洛克人4 新的野心！！》在北美发行。
- 3月 &ndash；Blue Sky Productions（英语：Looking Glass Studios）发行了《Ultima Underworld: The Stygian Abyss》，第一款具有真实3D的第一人物電子角色扮演遊戲。
- 4月16日 &ndash；Origin Systems在PC上发行了《创世纪VII: The Black Gate（英语：Ultima VII）》。
- 4月27日 &ndash；任天堂在Game Boy上发行《星之卡比》。星之卡比系列第一款游戏。
- 5月5日 &ndash；Id Software在MS-DOS发行了《德軍總部3D》。游戏使得第一人称射击游戏在个人电脑发行并且引领了许多相似游戏。
- 6月 &ndash；《亞特蘭提斯之謎》由LucasArts发行，被认为是第一款当时最为先进的冒险游戏。[來源請求]
- 7月29日 &ndash；《Ecco the Dolphin（英语：Ecco the Dolphin）》发行，第一款系列（英语：Ecco the Dolphin (series)）游戏.
- 8月27日 &ndash；任天堂发行了《超级马里奥赛车》，第一款《瑪利歐賽車系列》游戏。开创了竞速游戏的子类型偶像（英语：video game mascot）/go-kart（英语：go-kart）。
- 9月1日 &ndash；Domark（英语：Domark）在Amiga和雅達利ST发行了《Championship Manager（英语：Championship Manager (video game)）》。
- 9月24日 &ndash；SNK在街机发行了《龍虎之拳》，是電子遊戲史上第一款超過100MB容量的遊戲作品，亦是SNK的「100 MEGA SHOCK」系列第一款作品。
- 10月 &ndash；世嘉发行了由铃木裕和AM2（英语：Sega AM2）制作的街机游戏《Virtua Racing（英语：Virtua Racing）》。为之后3D竞速游戏和在大众流行的三维计算机图形奠定基础。
- 10月 &ndash；Gremlin Graphics（英语：Gremlin Graphics）发行了《Zool（英语：Zool）》，一个与马里奥和索尼克印迹相同以角色为基础地平台游戏。本游戏最后成为Amiga最佳游戏。
- 10月8日 &ndash；Midway Games在北美地区发行了《真人快打》街机游戏。游戏具有血腥“杀戮”字符化特征。开启了本游戏和电影系列。
- 10月15日 &ndash；世嘉在Mega-CD上发行了具有争议地电子游戏《午夜陷阱》。
- 10月21日 &ndash；《超級瑪利歐樂園2 六個金幣》在Game Boy上发行。引入了新角色瓦里奥。
- 11月 &ndash；Accolade发行了《Star Control II（英语：Star Control II）》。
- 11月21日 &ndash；世嘉发行了《刺猬索尼克2》（Mega Drive/Genesis、Master System、Game Gear）。游戏为索尼克留下具有冲刺能力。引入了新角色塔尔斯作為刺猬索尼克的伙伴。
- Interplay娱乐发行了《鬼屋魔影》，广泛地被认为是第一款恐怖遊戲。并且是第一款具有全3D多边形特征地游戏。
- Delphine Software（英语：Delphine Software International）在Amiga上发行Flashback（英语：Flashback (1992 video game)）。游戏中的转描动画得到赞许。这个在当时提供不同寻常的流畅动作。游戏被列入所有时期最佳法国游戏的吉尼斯世界纪录大全。
- 12月4日 &ndash；《洛克人5 布魯斯的陷阱！？》在日本地区发行。12月31日《洛克人5 布魯斯的陷阱！？》在北美发行。

### 硬件
- 1月1日 &ndash；雅达利集团（英语：Atari Corporation）结束支持雅達利2600、雅达利8位机（英语：Atari 8-bit family）、雅达利7800，以及这些系统的软件。
- 10月 &ndash；世嘉发行了Model 1（英语：Sega Model 1），世嘉第一款支持三维计算机图形的街机主板。
- 12月 &ndash；Apple IIgs（英语：Apple IIgs）中断支持，结束了Apple II系列.
- 南梦宫发行了System 22（英语：Namco System 22），一个具有引入3D材质贴图和Gouraud shading（英语：Gouraud shading）的街机系统基板。
- 飛利浦发行了CD-i多媒体家用平台。
- 超級任天堂在欧洲和澳大利亚发行。
- 世嘉在北美地区发行了Sega CD （Genesis在北美地区的附属设备，在日本地区推出后的约一年后。）
- JVC在日本发行了Wondermega平台。这是一款混合Mega Drive和Mega-CD的设备。
- Turbo Technologies Incorporated|TTI （Turbo Technologies Inc.）发行了TurboDuo（英语：TurboDuo）。这是一款更新版本的TurboGrafx-16，具有内建CD-ROM和Super System Card，能够支持Super CD-ROM²。
- Amiga 1200（英语：Amiga 1200）电脑发行。这是在康懋达国际破产前最后一款低价位Amiga型号电脑。
- 任天堂在超级任天堂发行了Super Scope（英语：Super Scope）。

### 商业
- 雅达利游戏集团与任天堂北美诉讼（英语：Atari Games Corp. v. Nintendo of America Inc.）
- Lewis Galoob Toys, Inc. 与任天堂北美诉讼（英语：Lewis Galoob Toys, Inc. v. Nintendo of America, Inc.）
- 动视 （以 Mediagenic）发起破产保护。
- 新公司：Wow Entertainment（英语：Wow Entertainment） Inc. (Sega AM1)，Humongous Entertainment（英语：Humongous Entertainment）